# صلاح عبد السلام

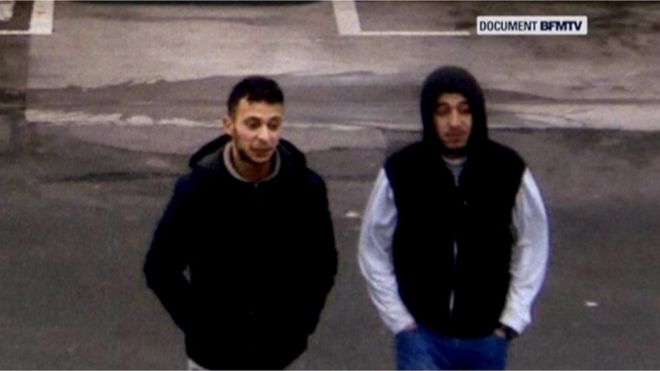
صورة صلاح عبد السلام وحمزة عطا من كاميرا مراقبة، ساعات بعد هجمات باريس.

صلاح عبد السلام (بالفرنسية: Salah Abdeslam)‏ ولد في 15 سبتمبر 1989 في بروكسل (بلجيكا)، وهو فرنسي من أصل مغربي مقيم في بلجيكا. له صلة بتنظيم الدولة الإسلامية، وأحد أهم المتهمين والمدبرين لهجمات باريس في 13 نوفمبر 2015 الذي خلفت 130 قتيلا.

هرب من باريس بعد الهجوم في 13 نوفمبر 2015، وأصدرت بطاقة بحث وتفتيش فيه في 14 نوفمبر، وكان متوجها إلى بلجيكا. لمدة أربعة أشهر، تعاونت كل من الشرطة والسلطات الفرنسية والبلجيكية في البحث عنه أمنيا واستخباراتيا عبر عدة تحقيقات ومداهمات في البلدين، دون جدوى.

في 18 مارس 2016، تمت مداهمة منزل في حي مولينبيك في بروكسل، وأكدت الشرطة الفرنسية اعتقال صلاح عبد السلام.وفي فبراير 2024 نقل صلاح عبد السلام المحكوم عليه بالسجن مدى الحياة من سجنه ببلجيكا إلى سجن بمنطقة باريس وفق ما صرح به وزير العدل الفرنسي إيريك دوبون موريتي.

## السيرة الذاتية
صلاح عبد السلام ولد في 15 سبتمبر 1989 في بروكسل بلجيكا. والداه كانوا مهاجرين من بويافر، قرية صغيرة في شمال المغرب.
صلاح وعبد الحميد أبا عود كانوا اصدقاءاً في الطفولة. عندما كانوا الأثنين يعيشان في سينت-يانس-مولينبيك. صديق طفولة آخر قال بأن صلاح يحب كرة القدم والدراجات النارية. بحسب امرأة ارتبط صلاح لفترة قصيرة في 2011 ، استمرت صداقته مع عبد الحميد حتى فترة البلوغ.
توظف صلاح في شركة بروكسل للنقل العام كميكانيكي من ستمبر 2009 حتى 2011. أبلغ مصدر بأنه أقيل من عمله بسبب غيابه المتكرر. ولكن مصدر آخر كان مرتبط بصلاح أبلغ بأنه أقيل بسبب بعض ممارسات العنف والجريمة وعلى ذلك تم الحكم عليه بشهر في السجن.
من ديسمبر 2013 صلاح كان مدير بار يسمى ليبيقين في مولينبيك، يقع في غرب بروكسل بعدما أخذ أخاه الرخصة. أغلب زبائن البار كانوا من أصول مغربية. أغلقت السلطات البار بعدما أكتشفت مواد مهلوسة تستخدم هناك. صلاح وأخيه باعوا البار قبل 6 أسابيع من الهجوم.
بحسب مصدر، صلاح كان معروف لدى سلطات الشرطة كشخص متورط بجرائم تافهه، ومصدر آخر يقر بأنه هو وعبد الحميد سجنوا بسبب سطو مسلح في عام 2010. وبحسب محامي يمثل عبد الحميد، موكله وصلاح أعتقلوا في ديسمبر 2010 في محاولة كسر مرآب للسيارات. في فبراير 2011 أدين صلاح بالسطو. في فبراير 2015 قبض عليه من قبل الشرطة الهولندية أتهم بامتلاك القنب وعلى ذلك غُرم بـ70 يورو.

## قبل الهجمات
أقرت امرأة كان صلاح مرتبطاً بها أن في وقت بدأ الهجمات أصبح صلاح متطرفاً وذلك بتأثير صديقه عبد الحميد عليه، بعدما رجع عبد الحميد من انضلاعاته العسكرية في سوريا في وقت ما في 2014. في وقت ما قبل الهجوم أشترى صلاح صواعق وعدد من البطاريات من محل ألعاب نارية خارج باريس.
وقبل 9 أشهر قبيل الهجمات، سافر صلاح إلى 6 دول  ومن ضمنهم ألمانيا والنمسا والتي زارها في أكتوبر 2015 بحسب وزارة الداخلية الألمانية.
أحمد الدهماني كان مع صلاح في أغسطس 2015 عندما سافرا من إيطاليا إلى اليونان ورجعا باستخدام العبارة. قبض على الدهماني في 21 نوفمبر في أنطاليا تركيا كأحد أعضاء المنظمة التابعة لداعش في باريس وبلجيكا.
صلاح عين في قائمة المشتبه بهم في الضلوع في أنشطة إرهابية والتي أعطيت إلى عمدة مولينبيك بواسطة المخابرات البلجيكية في 26 أكتوبر 2015 
و من ثم أقرت العمدة بأنها لم تستخدم القائمة لتلقي القبض على الأرهابيين المشتبه بهم، وتضيف بأنه كان من مسؤولية الشرطة الفدرالية 
لوبونت ذكرت بأن صلاح استخدم موقع بوكينج ليستأجر الغرف 311 و312 في فندق Appart'City بمدينة ألفورتفيل، قبيل يومان من الهجوم. وجدت الشرطة من بين الأشياء الأخرى : محاقن، بيتزا ، وكعكة شوكولاتة  في الغرفة.
تعقب الحمض النووي يشير بأن صلاح شارك الغرفة مع أشخاص آخرين 
وبحسب مصدر آخر الغرف حجزت من تاريخ 11 نوفمبر إلى 17 نوفمبر 
رجل يدعى محمد عبريني شوهد مع صلاح في لقطات فيديو معلنه من الشرطة بتاريخ 11 نوفمبر . في اللقطات الاثنان قاما بإيقاف رينو كليو سوداء في محطة وقود، عبريني قاد صلاح إلى باريس بتاريخ 11 نوفمبر.

### تورطه في هجمات باريس
وجد صلاح متورطاً في مساعدة المجموعات المهاجمة بتأجير السيارات، الشقق وغرف فندقية.
وفي مصدر غير مؤكد يصرح بأنه ساعد صلاح، يصرح بأنه سمع صلاح يقول بأنه فتح النار في باريس، بينما هو وصلاح يهربان بالسيارة بعد الهجمات.

## مقالات ذات صلة
- هجمات باريس (نوفمبر 2015)